# K-279
K-279 war das erste U-Boot des Projekts 667B (sowj. Name: Projekt 667B Murena, NATO-Bezeichnung „Delta-Klasse“) der sowjetischen Marine.

## Geschichte
Die Kiellegung von K-279 fand 1971 in Sewerodwinsk statt, im Januar des Jahres 1972 fand der Stapellauf statt, am 22. Dezember 1972 wurde es schließlich bei der Nordflotte in Dienst gestellt.
1983 hatte das Boot einen Unfall, als es im Nördlichen Eismeer getaucht auf einer Tiefe von 190 Metern mit einem Eisberg kollidierte. Dabei rollte das U-Boot um 20° und verlor seine Tiefensteuerung, wodurch es auf ca. 300 Meter abtauchte, bis die Steuerung wieder zurückgewonnen werden konnte. Nach dem Unfall blieb K-279 noch zwei Monate auf See und kehrte erst danach zur Basis zurück. Dort wurde der Schaden am Boot sichtbar: Der Turm hatte ein großes Loch. Als Reaktion auf den Zwischenfall warnte die sowjetische Marine alle U-Boot-Kommandanten, dass Eisberge sich bis auf eine Tiefe von 200 Metern ausweiten können.
Einen weiteren Unfall hatte K-279 im Oktober 1986, als es in den Wirren nach dem Unfall von K-219 vermutlich mit der Augusta, einem amerikanischen U-Boot der Los-Angeles-Klasse, kollidierte. Dabei wurde der Bug von K-279 an Steuerbord eingedrückt.
Im Jahre 1992 wurde K-279 außer Dienst gestellt und der Reserveflotte zugeordnet. 1998 wurde das Boot in seiner Bauwerft in Sewerodwinsk zerlegt. Die Reaktorabteilung wurde herausgeschnitten und in die Sajda-Bucht gebracht, wo sie vermutlich verklappt wurde.